# Publikative.org
Publikative.org war ein Blog, das von der Amadeu Antonio Stiftung betrieben wurde. Es ging aus dem NPD-Blog (Untertitel: „Eine Dokumentation über die NPD und menschenfeindliche Einstellungen“) hervor, einem Watchblog, das seit 2005 von dem Journalisten Patrick Gensing ehrenamtlich erstellt wurde und kritisch über Aktivitäten der NPD und der rechtsextremen Szene mit dem Ziel „Recherche, Dokumentation, Aufklärung“ berichtete.
Im Oktober 2011 wurde das Blog in Publikative.org umbenannt. Zur Redaktion gehörten Patrick Gensing, Andrej Reisin und Felix M. Steiner. Am 23. Januar 2016 gaben Gensing und Steiner an, das Projekt aufgrund fehlender Infrastruktur sowie wegen persönlicher und zeitlicher Probleme mit den ehrenamtlichen Autoren zu schließen. Außerdem kündigten sie an, dass die Inhalte „nicht ewig im Netz stehen“ werden.

## Inhalte
Gensing hielt die mediale Berichterstattung über die NPD oftmals für zu „punktuell und oberflächlich“ und versuchte deshalb, aktuelle Vorfälle und Aktivitäten der Partei „nicht isoliert, sondern im Zusammenhang mit anderen Ereignissen zu betrachten.“ Ansonsten bestehe die Gefahr, dass die Absichten der NPD unklar und Berichte über sie in der Luft hängen bleiben oder „auf der moralischen Ebene“ verpuffen würden. Informationen erhielt der Autor durch Recherche im Internet und Gespräche mit Kollegen, Gensing griff aber auch regelmäßig auf direkte Gespräche mit NPD-Politikern zurück. Voraussetzung für diese Kontakte war es, dass das NPD-Blog grundsätzlich eine „nüchterne und sachliche Berichterstattung“ verfolgte. Dem bei der taz beheimateten Hitler-Blog zufolge nahm sich das NPD-Blog „ebenso beharrlich, detailreich wie sachlich der Vorgänge der nationalistischen Partei“ an und setzte sich „jenseits linker oder bürgerlicher Plattitüden mit ihr auseinander“. Neben einem Personenregister und nach Bundesland kategorisierten Beiträgen fand sich beim NPD-Blog eine ausführliche Liste mit weiterführenden Links zum Thema NPD und Rechtsextremismus.
Die Umbenennung zu publikative.org wurde damit begründet, dass das Themenspektrum bereits vorher erweitert wurde; längst gehe „es nicht ausschließlich um die NPD. Verschwörungstheorien, obsessiver Israel-Hass, Homophobie, Sarrazin und Breivik haben nur bedingt direkt mit der NPD oder der Berichterstattung über diese Partei zu tun, dennoch wurden all diese Themen hier behandelt“. Außerdem habe der bisherige Name zu Verwechslungen geführt, nicht zuletzt auch bei Werbepartnern. Inhaltlich bleibe die extreme Rechte ein Schwerpunkt, soll aber laut Patrick Gensing ergänzt werden um Themen der „gruppenbezogenen Menschenfeindlichkeit“, da „Ideologien, die eine Ungleichwertigkeit von Menschen propagieren, oder öffentliche Akteure, die Stereotypen verbreiten“, die Voraussetzung „für Erfolge für Parteien wie die NPD“ verbessern. Die NPD sei „ein Symptom von gesellschaftlichen Problemen, nicht deren Ursache.“

## Geschichte
Das Blog war unter dem Namen NPD-Blog seit Ende 2005 online und wurde Mai 2007 für den Grimme Online Award in der Kategorie Information nominiert. In der Begründung wurde hervorgehoben, dass es über die Berichterstattung in traditionellen Medien hinausgehe und einen entscheidenden Beitrag zur Auseinandersetzung mit rechtsextremen Strategien und Akteuren leiste.
Im Januar 2007 wurde das Blog gehackt. Der Angreifer ging offensichtlich dem Namen des Blogs folgend irrtümlich davon aus, dass es sich um eine Webpräsenz der NPD selbst handele.
Vom 9. bis 10. Oktober 2010 wurde die Facebook-Seite zu dem Blog kommentarlos abgeschaltet, am darauf folgenden Montag wieder aktiviert, wobei der Blogbetreiber jedoch ohne Administratorrechte blieb und mehr als 1000 Kontakte verloren gingen. Facebook sah sich daraufhin erneut der Kritik ausgesetzt, kritische Inhalte zu unterdrücken. Seiten der NPD würden hingegen nicht gelöscht, da sie eine in Deutschland legale Partei sei.

## Technik
Als Weblog Publishing System wird WordPress verwendet. Die Blogeinträge können über eine Suchfunktion aufgefunden oder anhand von Kategorien durchgesehen werden. Neue Beiträge können als RSS-Web-Feed abonniert werden.

## Auszeichnung
2013 wurde Publikative.org mit dem Alternativen Medienpreis ausgezeichnet.